# フランシス・シーモア＝コンウェイ (初代コンウェイ男爵)
初代コンウェイ男爵フランシス・シーモア＝コンウェイ（英語: Francis Seymour-Conway, 1st Baron Conway PC (Ire)、1679年5月28日 – 1732年2月3日）は、イギリスの政治家、貴族。出生名はフランシス・シーモア。

## 生涯
第4代準男爵サー・エドワード・シーモアと2人目の妻レティシア・ポパム（Lætitia Popham、アレクサンダー・ポパムの娘）の息子として、1679年5月28日に生まれた。1691年頃にイートン・カレッジで教育を受けた後、1698年にオックスフォード大学クライスト・チャーチに入学した。1699年6月18日に兄ポパム・シーモア＝コンウェイより母の親族にあたる初代コンウェイ伯爵エドワード・コンウェイの遺産を継承、これに伴いコンウェイを姓に加えた。翌年5月より父とともに新しく購入したアイルランドの領地を回った。
1701年3月にブランバー選挙区でイングランド庶民院議員に当選した。議会では1701年にフランスとの戦争の準備に反対して、トーリー党の一員とされた。
1703年3月17日、イングランド貴族であるウォリック州におけるラグリーのコンウェイ男爵に叙された。イングランド貴族院では便宜的国教徒禁止法の法案に賛成するなど高教会派として活動したが、1714年以降は貴族院における活動の記録がなかった。1703年から1706年までハイド・パーク管理官（Ranger of Hyde Park）を務め、1712年10月16日にアイルランド貴族であるアントリム県におけるキルルターのコンウェイ男爵に叙された。1721年10月3日、アイルランド貴族院に正式に就任、1728年2月6日にはアイルランド枢密院の枢密顧問官に任命された。1728年から1732年までキャリックファーガス総督を務めた。
1732年2月3日にリスバーンで死去、3人目の妻との間の息子フランシスが爵位を継承した。死去時点で2万2千ポンド以上の債務を残していたという。

## 家族
1704年2月17日、メアリー・ハイド（Mary Hyde、1709年1月25日没、の娘）と結婚した。
- メアリー（1728年没） - ニコラス・プライス（Nicholas Price）と結婚、子供あり[3]

1709年、ジェーン・ボウデン（Jane Bowden、1716年2月13日没）と再婚した。
1716年7月、シャーロット・ショーター（Charlotte Shorter、1734年2月12日没、ジョン・ショーターの娘）と再婚した。
- フランシス（1718年 – 1794年） - 初代ハートフォード侯爵、政治家
- ヘンリー（1721年 – 1795年） - 陸軍軍人、政治家
- アン - 1755年3月10日、ジョン・ハリス（英語版）と結婚[4]